# Buddy Boeheim

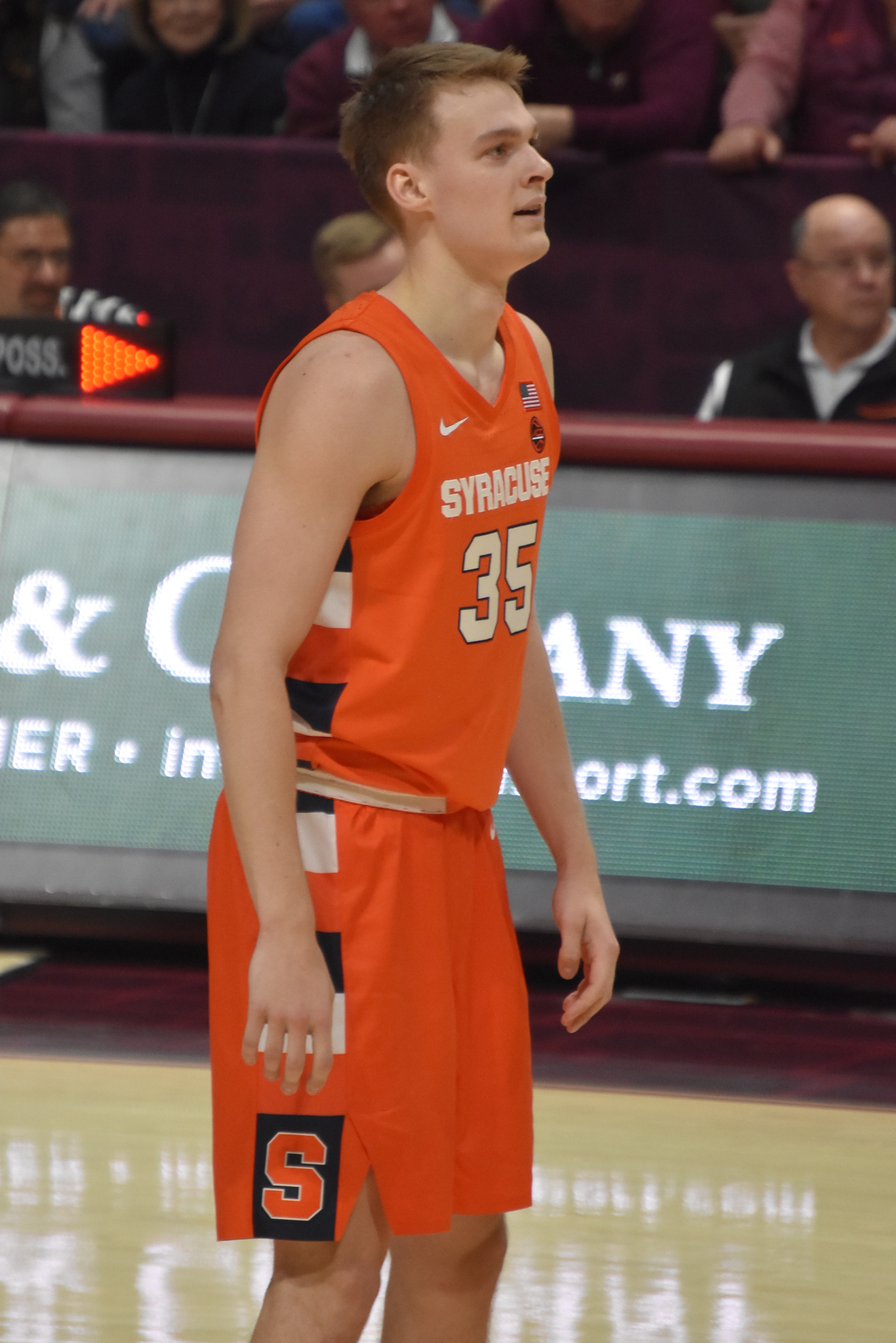
Buddy Boeheim, 2020.

Jackson Thomas "Buddy" Boeheim, född 11 november 1999 i Fayetteville i New York, är en amerikansk professionell basketspelare (SG) som spelar för Oklahoma City Thunder i National Basketball Association (NBA). Han har tidigare spelat för Detroit Pistons.
Boeheim blev aldrig NBA-draftad.
Innan han blev proffs studerade Boeheim vid Syracuse University och spelade för deras idrottsförening Syracuse Orange.